# 西堤二马路
西堤二马路位于中国广州市，是一条呈东西走向的道路。道路两旁商业繁华，有众多电子批发市场，交通非常繁忙。1986年在道路上方加建人民路高架的高架路，目前车辆通行方向为由东往西单向通行。

## 与之交汇道路
- 顺序由东往西排列，粗体字为主干道
- 人民南路
- 靖远路
- 新基路
- 人民路高架北往南下桥匝道、德兴路
- 六二三路、镇安路

## 公共交通
- 广州地铁6号线8号线文化公園站

均在鄰近西堤二馬路位置設有出口。